# Завод азотних добрив у Джубайлі (SAFCO)
Завод азотних добрив у Джубайлі (SAFCO) – підприємство хімічної промисловості, яке працює у індустріальному центрі Джубайль на східном узбережжі Саудівської Аравії. 
У 1969-му в Даммамі почав роботу завод азотних добрив Saudi Arabian Fertilizer Company (SAFCO). За два десятиліття по тому вирішили інвестувати у нові потужності, при цьому головним майданчиком обрали Джубайль (кілька десятків кілометрів на північ по узбережжю від Даммама), де в підсумку сформувався потужний комплекс із кількох черг: 
- перша та друга (відомі як SAFCO-2 та SAFCO-3, оскільки як SAFCO-1 рахувалась лінія в Даммамі) мають однакову річну потужність по 500 тисяч тон аміаку та 600 тисяч тон сечовини і стали до ладу в 1993 та 2000 роках відповідно;
- в 2005-му ввели в дію третю чергу (SAFCO-4), яка здатна випускати 1,1 млн тон аміаку та 1,1 млн тон сечовини на рік;
- в 2015-му почала роботу четверта черга (SAFCO-5) річною потужністю 1,1 млн тон сечовини (як сировину використовує аміак з попередніх черг, який раніше відправляли на експорт).
Станом на 2020 рік загальний показник майданчику в Джубайлі рахувався на рівні 2,3 млн тон аміаку та 2,6 млн тон сечовини на рік.
Сировиною для виробництва аміаку є природний газ, який надходить до Джубайлю по трубопроводах Беррі – Джубайль, Утманія – Беррі, Хурсанія – Беррі, Васіт – Беррі, а з середини 2020-х зможе також надходити по газопроводу Танаджиб – Джубайль.
Можливо також відзначити, що SAFCO є дочірньою структурою нафтохімічної корпорації SABIC, яка володіє 50,1% акцій.